# Ukrainischer Fußballpokal 1999/2000
Der Ukrainische Fußballpokal 1999/2000 war die neunte Austragung des ukrainischen Pokalwettbewerbs der Männer. Pokalsieger wurde Titelverteidiger Dynamo Kiew. Das Team setzte sich im Finale am 27. Mai 2000 im Olympiastadion von Kiew gegen Krywbas Krywyj Rih durch.

## Modus
Die Mannschaften der dritthöchsten Druha Liha spielten vom 18. August 1999 bis 6. Mai 2000 in sechs Runden einen separaten Wettbewerb aus. Die beiden Finalisten qualifizierten sich für die Hauptrunde.
Dort wurden alle Begegnungen in einem Spiel ausgetragen. Bei unentschiedenem Ausgang wurde zur Ermittlung des Siegers eine Verlängerung gespielt. Stand danach kein Sieger fest, folgte ein Elfmeterschießen. Da Dynamo Kiew auch die Meisterschaft gewann, qualifizierte sich der unterlegene Finalist für den UEFA-Pokal. 

## Teilnehmende Teams
| Wyschtscha Liha (16) | Perscha Liha (14) | Druha Liha Cup (2)               | Druha Liha Cup (2) |
| --- | --- | -------------------------------- | ------------------ |
| - Dnipro Dnipropetrowsk - Dynamo Kiew - Karpaty Lwiw - Krywbas Krywyj Rih - Metalist Charkiw - Metalurh Donezk - Metalurh Mariupol - Metalurh Saporischschja - Nywa Ternopil - Prikarpattja Iwano-Frankiwsk - Schachtar Donezk - Sirka Kirowohrad - Tawrija Simferopol - Tschornomorez Odessa - Worskla Poltawa - ZSKA Kiew | - Jawir Sumy - Metalurh Nikopol - FK Mykolajiw - FK Lwiw - Naftowyk Ochtyrka - Obolon-PPO Kiew - Polihraftechnika Oleksandrija - Sakarpattja Uschhorod - FK Polissja Schytomyr - Stal Altschewsk - Torpedo Saporischschja - FK Tscherkassy - FK Winnyzja - Wolyn Luzk | - Borysfen Boryspil - SK Cherson |                    |

## 1. Runde
Teilnehmer: Die 16 Erstligisten, die 11 Zweitligisten der vergangenen Saison, (außer den Reservemannschaften), der Absteiger aus der ersten Liga (FK Mykolajiw), die beiden Aufsteiger aus der dritten Liga (Obolon-PPO Kiew und Sakarpattja Uschhorod), sowie die zwei Finalisten des Druha Liha-Pokals. Die Erstligisten traten auswärts an.
| Datum      |                                    | Ergebnis              |                                  |
| ---------- | ---------------------------------- | --------------------- | -------------------------------- |
| 11.03.2000 | Torpedo Saporischschja (II)        | 0kampflos 1           | Dynamo Kiew (I)                  |
| 11.03.2000 | Jawir Sumy (II)                    | 1:2                   | Tawrija Simferopol (I)           |
| 11.03.2000 | Stal Altschewsk (II)               | 0:2                   | ZSKA Kiew (I)                    |
| 11.03.2000 | SK Cherson (III)                   | 1:0                   | Tschornomorez Odessa (I)         |
| 11.03.2000 | Obolon-PPO Kiew (II)               | 0:1                   | Nywa Ternopil (I)                |
| 11.03.2000 | Metalurh Nikopol (II)              | 1:1 n. V. (1:3 i. E.) | Sirka Kirowohrad (I)             |
| 11.03.2000 | FK Winnyzja (II)                   | 2:2 n. V. (4:2 i. E.) | Metalist Charkiw (I)             |
| 11.03.2000 | FK Lwiw (II)                       | 4:0                   | Metalurh Mariupol (I)            |
| 11.03.2000 | FK Tscherkassy (II)                | 1:2                   | Karpaty Lwiw (I)                 |
| 11.03.2000 | Sakarpattja Uschhorod (II)         | 1:2                   | Metalurh Donezk (I)              |
| 11.03.2000 | Wolyn Luzk (II)                    | 1:3                   | Dnipro Dnipropetrowsk (I)        |
| 11.03.2000 | FK Mykolajiw (II)                  | 1:2                   | Schachtar Donezk (I)             |
| 11.03.2000 | FK Polissja Schytomyr (II)         | 2:5                   | Worskla Poltawa (I)              |
| 11.03.2000 | Polihraftechnika Oleksandrija (II) | 0:1                   | Krywbas Krywyj Rih (I)           |
| 11.03.2000 | Naftowyk Ochtyrka (II)             | 0:2                   | Metalurh Saporischschja (I)      |
| 11.03.2000 | Borysfen Boryspil (III)            | 0:0 n. V. (3:1 i. E.) | Prikarpattja Iwano-Frankiwsk (I) |

## Achtelfinale
| Datum      |                             | Ergebnis  |                           |
| ---------- | --------------------------- | --------- | ------------------------- |
| 29.03.2000 | Sirka Kirowohrad (I)        | 2:0       | FK Winnyzja (II)          |
| 29.03.2000 | Schachtar Donezk (I)        | 5:0       | Borysfen Boryspil (III)   |
| 29.03.2000 | Metalurh Donezk (I)         | 2:3       | Krywbas Krywyj Rih (I)    |
| 29.03.2000 | Dynamo Kiew (I)             | 4:0       | SK Cherson (III)          |
| 29.03.2000 | Metalurh Saporischschja (I) | 3:0       | Tawrija Simferopol (I)    |
| 29.03.2000 | ZSKA Kiew (I)               | 2:1       | Worskla Poltawa (I)       |
| 29.03.2000 | Nywa Ternopil (I)           | 1:2 n. V. | Karpaty Lwiw (I)          |
| 30.03.2000 | FK Lwiw (II)                | 1:0       | Dnipro Dnipropetrowsk (I) |

## Viertelfinale
| Datum      |                             | Ergebnis              |                      |
| ---------- | --------------------------- | --------------------- | -------------------- |
| 12.04.2000 | Sirka Kirowohrad (I)        | 0:0 n. V. (6:5 i. E.) | Schachtar Donezk (I) |
| 12.04.2000 | Metalurh Saporischschja (I) | 3:0                   | Karpaty Lwiw (I)     |
| 12.04.2000 | Krywbas Krywyj Rih (I)      | 1:0                   | ZSKA Kiew (I)        |
| 12.04.2000 | FK Lwiw (II)                | 1:4                   | Dynamo Kiew (I)      |

## Halbfinale
| Datum      |                        | Ergebnis |                             |
| ---------- | ---------------------- | -------- | --------------------------- |
| 10.05.2000 | Dynamo Kiew (I)        | 6:1      | Metalurh Saporischschja (I) |
| 10.05.2000 | Krywbas Krywyj Rih (I) | 2:1      | Sirka Kirowohrad (I)        |

## Finale
| Paarung            | Krywbas Krywyj Rih – Dynamo Kiew |
| Ergebnis           | 0:1 (0:1) |
| Datum              | 27. Mai 2000 |
| Stadion            | Olympiastadion, Kiew |
| Zuschauer          | 45.500 |
| Schiedsrichter     | Walerij Onufer |
| Tore               | 0:1 Aljaksandr Chazkjewitsch (44.) |
| Krywbas Krywyj Rih | Oleksandr Lawrenzow – Wolodymyr Jeserskyj (88. Walentyn Platonow), Anton Monachow, Oleksandr Hranowskyj, Oleksandr Sotow – Oleg Simakow (87. Andrius Jokšas), Serhij Misin, Iwan Hezko, Oleksandr Paljanyzja (74. Jewhen Rymschyn) – Hennadij Moros, Wolodymyr Ponomarenko. Cheftrainer: Oleh Taran |
| Dynamo Kiew        | Wjatscheslaw Kernosenko – Aljaksandr Chazkjewitsch, Ramiz Mamedow (56. Artem Jaschkin), Oleksandr Holowko , Wladyslaw Waschtschuk – Jurij Dmitrulin, Kacha Kaladse, Waljanzin Bjalkewitsch, Andrij Hussin – Maksim Shatskix (73. Demetradse), Serhij Rebrow. Cheftrainer: Walerij Lobanowskyj       |
| Gelbe Karten       | Oleg Simakow, Iwan Hezko, Oleksandr Sotow – Artem Jaschkin, Jurij Dmitrulin |